# Байтерек (Кызылжарский район)
Байтерек (каз. Бәйтерек, до 2010 г. — Элитное) — село в Кызылжарском районе Северо-Казахстанской области Казахстана. Административный центр Кызылжарского сельского округа. Код КАТО — 595050100.
В 2010 году согласно программе воссоединения соотечественников село Элитное было заселено оралманами, выходцами из РФ, для которых было построено несколько новых улиц. Село было переименовано в Байтерек. Всего планировалось принять около 100 оралманов.

## Население
В 1999 году население села составляло 404 человека (205 мужчин и 199 женщин). По данным переписи 2009 года, в селе проживало 409 человек (196 мужчин и 213 женщин).